# Jagdstaffel 19
La Königlich Preußische Jagdstaffel Nr 19 ou Jagdstaffel 19 est un « groupe de chasse » (c'est-à-dire un escadron de chasseurs) de la Luftstreitkräfte, la branche aérienne de l'Armée impériale allemande pendant la Première Guerre mondiale. Jasta est un acronyme formé par l'abréviation du mot allemand Jagdstaffel (escadrille de chasse). L'unité totalise 92 victoires aériennes pendant la guerre (dont 10 ballons d'observation), au prix de 11 tués et 4 blessés au combat et un prisonnier.

## Histoire
La Jagdstaffel 19 est fondée le 25 octobre 1916. Comme l'unité n'est pas équipée avant décembre, date à laquelle elle reçoit des Albatros D.II, elle effectue ses premières missions de combat cinq jours seulement avant Noël 1916. La nouvelle Jasta décroche sa première victoire le 6 avril 1917, grâce au Leutnant Walter Böning (en). Elle n'obtient cependant que peu de résultats au cours des mois suivants et termina l'année 1917 avec 30 victoires à son actif.
Le 2 février 1918, la Jasta 19 est intégrée au Jagdgeschwader II (JGII) avec la Jasta 12, la Jasta 13 et la Jasta 15, toutes sous les ordres de Rudolf Berthold. En proie à des problèmes avec leurs nouveaux Siemens-Schuckert D.IIIs et de leurs Fokker Dr.I usés, les unités du JGII ont des difficultés à assurer leurs missions et la Jasta 19 est carrément clouée au sol le 26 mai 1918, faute d'avions opérationnels. Malgré ces difficultés, la Jasta continua le combat jusqu'à la toute fin de la guerre.

## Liste des commandants (Staffelführer)
1. Oberleutnant Franz Walz (en) : 25 octobre 1916 - 28 novembre 1916[2]
2. Oberleutnant Erich Hahn (en) :  28 novembre 1916 - 4 septembre 1917 (mort au combat)[2]
3. Commandant par intérim[2]
4. Leutnant Ernst Hess (en) : Septembre 1917 - 23 décembre 1917 (mort au combat)[2]
5. Leutnant Gerlt (par intérim) : 23 décembre 1917 - 2 février 1918[2]
6. Leutnant Konrad von Bülow-Bothkamp :  2 février 1918 - 14 février 1918[2]
7. Leutnant Walter Göttsch (en) : 14 février 1918 - 10 avril 1918 (mort au combat)[2]
8. Leutnant Arthur Rahn (en) (par intérim) : 10 avril 1918 - 18 avril 1918[2]
9. Leutnant Hans Martin Pippart (en) : 18 avril 1918 - 20 mai 1918[2]
10. Leutnant Gerlt (par intérim) : 20 mai 1918 - 11 juin 1918[2]
11. Leutnant Hans Martin Pippart (en) : 11 juin 1918 - 11 août 1918 (mort au combat)[2]
12. Leutnant Gerlt (par intérim) : 11 août 1918 - 12 août 1918[2]
13. Leutnant Ulrich Neckel (en) : 12 août 1918 - 1er septembre 1918[2]
14. Leutnant Olivier von Beaulieu-Marconnay (en) : 1er septembre 1918 - 18 octobre 1918[2]
15. Leutnant Wilhelm Leusch (par intérim) : 18 octobre 1918 - 26 octobre 1918[2]
16. Leutnant Wilhelm Leusch (à titre définitif) : 26 octobre 1918 - 11 novembre 1918[2]

## Liste des bases d'opérations
1. Lagnicourt : 4 décembre 1916 - 11 décembre 1916
2. Sarrebourg, Allemagne : 11 décembre 1916 - 19 mars 1917
3. Lothringen : 11 décembre 1916 - 19 mars 1917[1]
4. Le Thour, France : 19 mars 1917 - Date inconnue[3]
5. Saint-Fergeux, France : Date inconnue - 30 juin 1917
6. Saint-Loup : 30 juin 1917 - 2 février 1918.
7. Cuirieux : 2 février 1918 - 26 février 1918
8. Toulis : 26 février 1918 - 19 mars 1918.
9. Guise : 19 mars 1918 - date inconnue
10. Roupy
11. Guisecourt
12. Balâtre : Date inconnue - 12 juin 1918
13. Mesnil-Bruntel : 12 juin 1918 - 12 juillet 1918
14. Leffincourt : 12 juillet 1918 - 24 juillet 1918
15. Chery-les-Pouilly] : 24 juillet 1918 - 10 août 1918
16. Foreste : 10 août 1918 - fin août 1918
17. Neuflize : Fin août 1918 - 3 septembre 1918
18. Tichémont : 3 septembre 1918 - 5 septembre 1918
19. Stenay : 5 septembre 1918 - date inconnue
20. Carignan
21. Florenville
22. Trèves[4]

## Membres célèbres
Onze as de l'aviation ont volé au sein de la Jagdstaffel 19 au cours de la guerre : Hans Martin Pippart (en), Olivier Freiherr von Beaulieu-Marconnay (en), Walter Böning (en), Rudolf Rienau (en), Erich Hahn (en), Arthur Rahn (en), Hans Körner,Walter Göttsch (en), Ernst Hess (en), Ulrich Neckel (en) et Franz Brandt.